# Esfuerzo de Reynolds
En dinámica de fluidos, la tensión de Reynolds o esfuerzo de Reynolds es el componente del Tensor tensión en un fluido obtenido a partir de la operación de promediado sobre las ecuaciones de Navier-Stokes para tener en cuenta las fluctuaciones turbulentas en la cantidad de movimiento del fluido.

## Definición
El campo de velocidad de un flujo puede dividirse en una parte media y una parte fluctuante utilizando la descomposición de Reynolds. De esa forma se tiene que
{\displaystyle u_{i}={\overline {u_{i}}}+u_{i}',\,}
siendo {\displaystyle \mathbf {u} (\mathbf {x} ,t)} el vector velocidad del flujo que tiene componentes {\displaystyle u_{i}} en la dirección de coordenadas {\displaystyle x_{i}} (con {\displaystyle x_{i}} denotando las componentes del vector de coordenadas {\displaystyle \mathbf {x} }). Las velocidades medias {\displaystyle {\overline {u_{i}}}} se determinan ya sea por promedio de tiempo, promedio espacial o  promedio del conjunto, dependiendo del flujo bajo estudio. Además {\displaystyle u'_{i}} denota la parte fluctuante (turbulencia) de la velocidad.
Consideramos un fluido homogéneo, cuya densidad ρ se toma como constante. Para tal fluido, los componentes τ'ij del tensor de esfuerzo de Reynolds se definen como:
{\displaystyle \tau '_{ij}\equiv \rho \,{\overline {u'_{i}\,u'_{j}}},\,}
Otra definición -a menudo utilizada-, para densidad constante, de los componentes de la tensión de Reynolds es:
{\displaystyle \tau ''_{ij}\equiv {\overline {u'_{i}\,u'_{j}}},\,}
que tiene las dimensiones de la velocidad al cuadrado, en lugar de la tensión.

## Promedio y tensión de Reynolds
Para ilustrar, se utiliza la notación de índice  vectorial  cartesiano. Para simplificar, consideremos un fluido incompresible:
Dada la velocidad del fluido {\displaystyle u_{i}}en función de la posición y el tiempo, escribir la velocidad media del fluido como {\displaystyle {\overline {u_{i}}}}, y la fluctuación de la velocidad es {\displaystyle u'_{i}}. Entonces {\displaystyle u_{i}={\overline {u_{i}}}+u'_{i}}.
Las reglas convencionales de conjunto de promediación son que
{\displaystyle {\begin{aligned}{\overline {\bar {a}}}&={\bar {a}},\\{\overline {a+b}}&={\bar {a}}+{\bar {b}},\\{\overline {a{\bar {b}}}}&={\bar {a}}{\bar {b}}.\end{aligned}}}
Se dividen las ecuaciones de Euler (fluidos) o las ecuaciones de Navier-Stokes en una parte media y otra fluctuante. Se encuentra que al promediar las ecuaciones de fluidos, aparece una tensión en el lado derecho de la forma {\displaystyle \rho {\overline {u'_{i}u'_{j}}}}. Esta es la tensión de Reynolds, convencionalmente escrita {\displaystyle R_{ij}}:
{\displaystyle R_{ij}\ \equiv \ \rho {\overline {u'_{i}u'_{j}}}}
La divergencia de esta tensión es la densidad de fuerza sobre el fluido debida a las fluctuaciones turbulentas.

## Promedio de Reynolds de las ecuaciones de Navier-Stokes
Por ejemplo, para un fluido incompresible, viscoso, newtoniano, las ecuaciones de continuidad y  momento -las ecuaciones incompresibles de  Navier-Stokes- pueden escribirse (de forma no conservativa) como
{\displaystyle {\frac {\partial u_{i}}{\partial x_{i}}}=0,}
y
{\displaystyle \rho {\frac {Du_{i}}{Dt}}=-{\frac {\partial p}{\partial x_{i}}}+\mu \left({\frac {\partial ^{2}u_{i}}{\partial x_{j}\partial x_{j}}}\right),}
donde {\displaystyle D/Dt} es la derivada lagrangiana,
{\displaystyle {\frac {D}{Dt}}={\frac {\partial }{\partial t}}+u_{j}{\frac {\partial }{\partial x_{j}}}.}
Definiendo las variables de flujo anteriores con una componente promediada en el tiempo y una componente fluctuante, las ecuaciones de continuidad y de momento se convierten en
{\displaystyle {\frac {\partial \left({\overline {u_{i}}}+u_{i}'\right)}{\partial x_{i}}}=0,}
y
{\displaystyle \rho \left[{\frac {\partial \left({\overline {u_{i}}}+u_{i}'\right)}{\partial t}}+\left({\overline {u_{j}}}+u_{j}'\right){\frac {\partial \left({\overline {u_{i}}}+u_{i}'\right)}{\partial x_{j}}}\right]=-{\frac {\partial \left({\bar {p}}+p'\right)}{\partial x_{i}}}+\mu \left[{\frac {\partial ^{2}\left({\overline {u_{i}}}+u_{i}'\right)}{\partial x_{j}\partial x_{j}}}\right].}
Examinando uno de los términos del lado izquierdo de la ecuación del momento, se observa que
{\displaystyle \left({\overline {u_{j}}}+u_{j}'\right){\frac {\partial \left({\overline {u_{i}}}+u_{i}'\right)}{\partial x_{j}}}={\frac {\partial \left({\overline {u_{i}}}+u_{i}'\right)\left({\overline {u_{j}}}+u_{j}'\right)}{\partial x_{j}}}-\left({\overline {u_{i}}}+u_{i}'\right){\frac {\partial \left({\overline {u_{j}}}+u_{j}'\right)}{\partial x_{j}}},}
donde el último término del lado derecho desaparece como resultado de la ecuación de continuidad. En consecuencia, la ecuación de momento pasa a ser
{\displaystyle \rho \left[{\frac {\partial \left({\overline {u_{i}}}+u_{i}'\right)}{\partial t}}+{\frac {\partial \left({\overline {u_{i}}}+u_{i}'\right)\left({\overline {u_{j}}}+u_{j}'\right)}{\partial x_{j}}}\right]=-{\frac {\partial \left({\bar {p}}+p'\right)}{\partial x_{i}}}+\mu \left[{\frac {\partial ^{2}\left({\overline {u_{i}}}+u_{i}'\right)}{\partial x_{j}\partial x_{j}}}\right].}
Ahora se promedian las ecuaciones de continuidad y de momento. Hay que emplear las reglas de promediación del conjunto, teniendo en cuenta que la media de productos de cantidades fluctuantes no desaparecerá en general. Después de promediar, las ecuaciones de continuidad y de momento se convierten en
{\displaystyle {\frac {\partial {\overline {u_{i}}}}{\partial x_{i}}}=0,}
y
{\displaystyle \rho \left[{\frac {\partial {\overline {u_{i}}}}{\partial t}}+{\frac {\partial {\overline {u_{i}}}\,{\overline {u_{j}}}}{\partial x_{j}}}+{\frac {\partial {\overline {u_{i}'u_{j}'}}}{\partial x_{j}}}\right]=-{\frac {\partial {\bar {p}}}{\partial x_{i}}}+\mu {\frac {\partial ^{2}{\overline {u_{i}}}}{\partial x_{j}\partial x_{j}}}.}
{\displaystyle {\frac {\partial {\overline {u_{i}}}\,{\overline {u_{j}}}}{\partial x_{j}}}={\overline {u_{j}}}{\frac {\partial {\overline {u_{i}}}}{\partial x_{j}}}+{\overline {u_{i}}}{\frac {\partial {\overline {u_{j}}}}{\partial x_{j}}},}
Usando la   regla del producto en uno de los términos del lado izquierdo, se revela que
{\displaystyle {\frac {\partial {\overline {u_{i}}}\,{\overline {u_{j}}}}{\partial x_{j}}}={\overline {u_{j}}}{\frac {\partial {\overline {u_{i}}}}{\partial x_{j}}}+{\overline {u_{i}}}{\frac {\partial {\overline {u_{j}}}}{\partial x_{j}}},}
donde el último término del lado derecho desaparece como resultado de la ecuación de continuidad promediada. La ecuación de momento promediado se convierte ahora, después de un reordenamiento:
{\displaystyle \rho \left[{\frac {\partial {\overline {u_{i}}}}{\partial t}}+{\overline {u_{j}}}{\frac {\partial {\overline {u_{i}}}}{\partial x_{j}}}\right]=-{\frac {\partial {\bar {p}}}{\partial x_{i}}}+{\frac {\partial }{\partial x_{j}}}\left(\mu {\frac {\partial {\overline {u_{i}}}}{\partial x_{j}}}-\rho {\overline {u_{i}'u_{j}'}}\right),}
donde las tensiones de Reynolds, {\displaystyle \rho {\overline {u_{i}'u_{j}'}}}, se recogen con los términos de tensión viscosa normal y cortante, {\displaystyle \mu {\frac {\partial {\overline {u_{i}}}}{\partial x_{j}}}}.

## Discusión
La ecuación de evolución temporal de la tensión de Reynolds fue dada por primera vez por Ec.(1.6) en Zhou Peiyuan's paper. La ecuación en forma moderna es 
{\displaystyle \underbrace {\frac {\partial {\overline {u_{i}^{\prime }u_{j}^{\prime }}}}{\partial t}} _{\rm {storage}}\underbrace {+{\bar {u}}_{k}{\frac {\partial {\overline {u_{i}^{\prime }u_{j}^{\prime }}}}{\partial x_{k}}}} _{\rm {mean~advection}}=\underbrace {-{\overline {u_{i}^{\prime }u_{k}^{\prime }}}{\frac {\partial {\bar {u}}_{j}}{\partial x_{k}}}-{\overline {u_{j}^{\prime }u_{k}^{\prime }}}{\frac {\partial {\bar {u}}_{i}}{\partial x_{k}}}} _{\rm {shear~production}}\underbrace {+{\overline {{\frac {p^{\prime }}{\rho }}\left({\frac {\partial u_{i}^{\prime }}{\partial x_{j}}}+{\frac {\partial u_{j}^{\prime }}{\partial x_{i}}}\right)}}} _{\rm {pressure-scrambling}}\underbrace {-{\frac {\partial }{\partial x_{k}}}\left({\overline {u_{i}^{\prime }u_{j}^{\prime }u_{k}^{\prime }}}+{\frac {\overline {p^{\prime }u_{i}^{\prime }}}{\rho }}\delta _{jk}+{\frac {\overline {p^{\prime }u_{j}^{\prime }}}{\rho }}\delta _{ik}-\nu {\frac {\partial {\overline {u_{i}^{\prime }u_{j}^{\prime }}}}{\partial x_{k}}}\right)} _{\rm {transport~terms}}-2\nu {\overline {{\frac {\partial u_{i}^{\prime }}{\partial x_{k}}}{\frac {\partial u_{j}^{\prime }}{\partial x_{k}}}}},}
donde {\displaystyle \nu } es la viscosidad cinemática, y el último término {\displaystyle \nu {\overline {{\frac {\partial u_{i}^{\prime }}{\partial x_{k}}}{\frac {\partial u_{j}^{\prime }}{\partial x_{k}}}}}} es la tasa de disipación turbulenta. Esta ecuación es muy compleja. Si se traza la {\displaystyle {\overline {u_{i}^{\prime }u_{j}^{\prime }}}}, se obtiene la energía cinética de la turbulencia.
El término de mezcla de presión se llama así porque este término (también llamado covarianza de presión-deformación) no tiene traza bajo el supuesto de incompresibilidad, lo que significa que no puede crear ni destruir energía cinética de turbulencia, sino sólo mezclarla entre los tres componentes de la velocidad.  Dependiendo de la aplicación, esta ecuación también puede incluir términos de producción de flotabilidad (proporcionales a la aceleración gravitatoria {\displaystyle g}) y términos de producción de Coriolis (proporcionales a la velocidad de rotación de la Tierra); estos estarían presentes en aplicaciones atmosféricas, por ejemplo.
La pregunta es, entonces, ¿cuál es el valor de la tensión de Reynolds? Esta cuestión ha sido objeto de un intenso trabajo de modelización e interés durante aproximadamente el último siglo. El problema se reconoce como un problema de cierre, similar al problema de cierre en la Jerarquía BBGKY. Se puede encontrar una ecuación de transporte para la tensión de Reynolds tomando el producto exterior de las ecuaciones del fluido para la velocidad fluctuante, consigo misma.
Se encuentra que la ecuación de transporte para la tensión de Reynolds incluye términos con correlaciones de orden superior (específicamente, la triple correlación {\displaystyle {\overline {v'_{i}v'_{j}v'_{k}}}}), así como correlaciones con fluctuaciones de presión (es decir, el momento transportado por las ondas sonoras). Una solución común es modelizar estos términos mediante simples prescripciones ad hoc.
La teoría de la tensión de Reynolds es bastante análoga a la teoría cinética de los gases, y de hecho el tensor de tensión en un fluido en un punto puede verse como la media del conjunto de la tensión debida a las velocidades térmicas de las moléculas en un punto dado de un fluido. Así, por analogía, a veces se considera que la tensión de Reynolds consta de una parte de presión isotrópica, denominada presión turbulenta, y una parte no diagonal que puede considerarse una viscosidad turbulenta efectiva.
De hecho, aunque se han dedicado muchos esfuerzos a desarrollar buenos modelos de la tensión de Reynolds en un fluido, en la práctica, cuando se resuelven las ecuaciones de fluidos mediante dinámica de fluidos computacional, a menudo los modelos de turbulencia más sencillos resultan ser los más eficaces. Una clase de modelos, estrechamente relacionados con el concepto de viscosidad turbulenta, son los modelos de turbulencia k-epsilons, basados en ecuaciones de transporte acopladas para la densidad de energía turbulenta {\displaystyle k} (similar a la presión turbulenta, es decir, la traza de la tensión de Reynolds) y la tasa de disipación turbulenta {\displaystyle \epsilon }.
Típicamente, la media se define formalmente como una media de conjunto como en la teoría de la Colectividad estadística. Sin embargo, en la práctica, la media también puede considerarse como una media espacial a lo largo de una escala de longitud, o una media temporal. Nótese que, aunque formalmente la conexión entre tales promedios está justificada en Mecánica estadística por la Teoría ergódica, la mecánica estadística de la turbulencia hidrodinámica está actualmente lejos de ser comprendida. De hecho, la tensión de Reynolds en un punto dado de un fluido turbulento está sujeta a interpretación, dependiendo de cómo se defina la media.